# Trận Dijon (1870)
Trận Dijon là một chuỗi ba trận đánh trong cuộc Chiến tranh Pháp-Đức năm 1870 – 1871, đã diễn ra trong khoảng thời gian từ ngày 30 tháng 10 năm 1870 cho đến ngày 23 tháng 1 năm 1871, tại thành phố Dijon – thủ phủ cũ của vùng Bourgogne tại miền đông nước Pháp. Các trận giao chiến này đã khởi đầu với việc các lực lượng Đức - Phổ dưới quyền chỉ huy của tướng Gustav Friedrich von Beyer và Hoàng thân Wilhelm xứ Baden – thuộc Quân đoàn XIV dưới sự điều khiển của Thượng tướng Bộ binh August von Werder, giành chiến thắng vang dội trong đợt tấn công của mình vào quân đội Pháp tại Dijon vào các ngày 30 và 31 tháng 10 năm 1870. Tuy nhiên, người Đức đã từ bỏ Dijon vào cuối tháng 12 năm 1870, sau khi đánh bại một đợt tấn công vào Dijon của "Binh đoàn Vosges" – đội quân tình nguyện cho Cộng hòa Pháp dưới sự chỉ huy của viên tướng người Ý Giuseppe Garibaldi. Về sau này, Garibaldi đã đánh bật một đợt tấn công dữ dội của quân Đức từ ngày 21 cho đến ngày 23 tháng 1 năm 1871, qua đó giữ được kiểm soát thành phố Dijon. Mặc dù đại văn hào Pháp Victor Hugo đã viết rằng Garibaldi là viên tướng duy nhất của Pháp không bị quân đội Đức đánh bại trong cuộc Chiến tranh Pháp-Phổ, chiến dịch của ông tại miền đông nước Pháp nhìn chung là một sự thất bại. Cuộc chiến đấu ở Cộng hòa Pháp cũng chính là hoạt động quân sự cuối cùng trong sự nghiệp của nhà cách mạng Ý này.
Sau khi tướng Von Werder chỉ huy Quân đoàn XIV của Đức đánh bại một binh đoàn Pháp trong trận Ognon vào cuối tháng 10 năm 1870, mặc dù viên tướng Đức phải hành binh qua Dijon tới Bourges theo huấn lệnh mới nhất của Tổng tham mưu trưởng Helmuth von Moltke, một kẻ thù mới là viên tướng người Ý nổi tiếng đã xuất hiện và do đó ông phải ra tay phòng ngừa hậu họa. Vì thế, Werder đã tổ chức hành binh về hướng tây qua Gray và phái tướng Von Beyer mang quân đi đánh Dijon. Và, vào ngày 30 tháng 10, lực lượng của Von Beyer (trong đó có lữ đoàn của Hoàng thân Wilhelm xứ Baden) đã phát động cuộc công kích vào thành phố Dijon. Cùng với đội quân phòng thủ đã được người Pháp đưa đến bằng đường sắt, thị dân Dijon đã tham gia kháng cự quyết liệt. Trước tình hình đó, người Đức bị đánh thiệt hại nặng. Tuy nhiên, Hoàng thân Wilhelm xứ Baden đã chiếm được cao điểm St. Apollinari bằng một đợt tấn công mạnh mẽ, và đánh chiếm các vùng phụ cận, từ đó tràn vào thành phố. Giao tranh vẫn tiếp diễn vô cùng khốc liệt cho đến nửa đêm. Quân đội Pháp bị buộc phải triệt thoái. Hôm sau, ngày 31 tháng 10, Dijon đã chính thức đầu hàng quân đội Đức. Mặc dù đội quân tình nguyện du kích của Garibaldi khi ấy chưa thể ra trận để hỗ trợ cho quân phòng thủ Pháp, thất bại của quân Pháp tại Dijon đã làm giảm uy tín của ông. Đến tháng 11, nhà giải phóng Ý đã hoàn thành việc tổ chức đội quân của mình, và một người con của ông giành thắng lợi nhỏ ở Châtillon-sur-Seine. Để khai thác chiến quả, một chi đội của Quân đoàn Garibaldi đã đánh xuống Pasques để tập kích Dijon. Tuy nhiên, trên đoạn đường từ Pasques đến Dijon, các tiền đồn của Von Werder đã cầm chân được đối phương, và vị tướng Đức này đã tức tốc dẫn ba lữ đoàn đến Dijon, và, đánh úp vào sườn và hậu quân của quân Garibaldi trong ngày 27 tháng 11, buộc đội quân của Garibaldi phải tháo chạy và bị lữ đoàn của Kettler truy sát. Đoàn quân tả tơi của Garibaldi đã hứng chịu những thiệt hại không nhỏ. Tuy nhiên, sau thất bại này của Garibaldi, hoạt động của quân Pháp ở nơi khác cuối cùng đã khiến cho quân Đức từ bỏ Dijon.
Khi ấy, quân của Garibaldi đã di chuyển đến Dijon với tốc độ chậm. Đến ngày 21 tháng 1, quân của Kettler – lúc này là lực lượng bảo vệ sườn cho Binh đoàn thứ nhất của Đức – đã phát động một đợt tiến công vào Dijon. Mặc dù quân Garibaldi không được trang bị tốt, trong 3 ngày tấn công, người Đức không thu được thắng lợi nào và chịu tổn thất lớn. Quân của Garibaldi lấy được một quân kỳ và đây là quân kỳ duy nhất mà người Phổ đánh mất trong cuộc chiến. Mặc dù vậy, thắng lợi của Garibaldi không làm cho viên tướng Edwin von Manteuffel chỉ huy Binh đoàn thứ nhất của Đức bực dọc: trong thời gian này quân chủ lực của ông đã đến được sau lưng Binh đoàn phía Bắc của Pháp. Sau khi Paris đầu hàng, tình hình của quân Garibaldi trở nên bất lợi: vào ngày 31 tháng 10 năm 1871, quân Đức bắt đầu tấn công Dijon, buộc Garibaldi phải rút quân. Đầu tháng 2, quân Đức đã tái chiếm Dijon.